# Baboszewo (gmina)
Pour les articles homonymes, voir Baboszewo.
Baboszewo est une gmina rurale (gmina wiejska) de la powiat de Płońsk, dans la Voïvodie de Mazovie, dans le centre-est de la Pologne.
Son siège administratif (chef-lieu) est le village de Baboszewo qui se situe environ 10 kilomètres au nord-ouest de Płońsk (capitale de la powiat) et 72 kilomètres au nord-ouest de Varsovie (capitale de la Pologne).
La gmina couvre une superficie de 162,35 km2 pour une population de 7 999 habitants en 2006.

## Histoire
De 1975 à 1998, la gmina est attachée administrativement à la voïvodie de Ciechanów.

Depuis 1999, elle fait partie de la voïvodie de Mazovie.

## Géographie
La gmina inclut les villages et localités de :

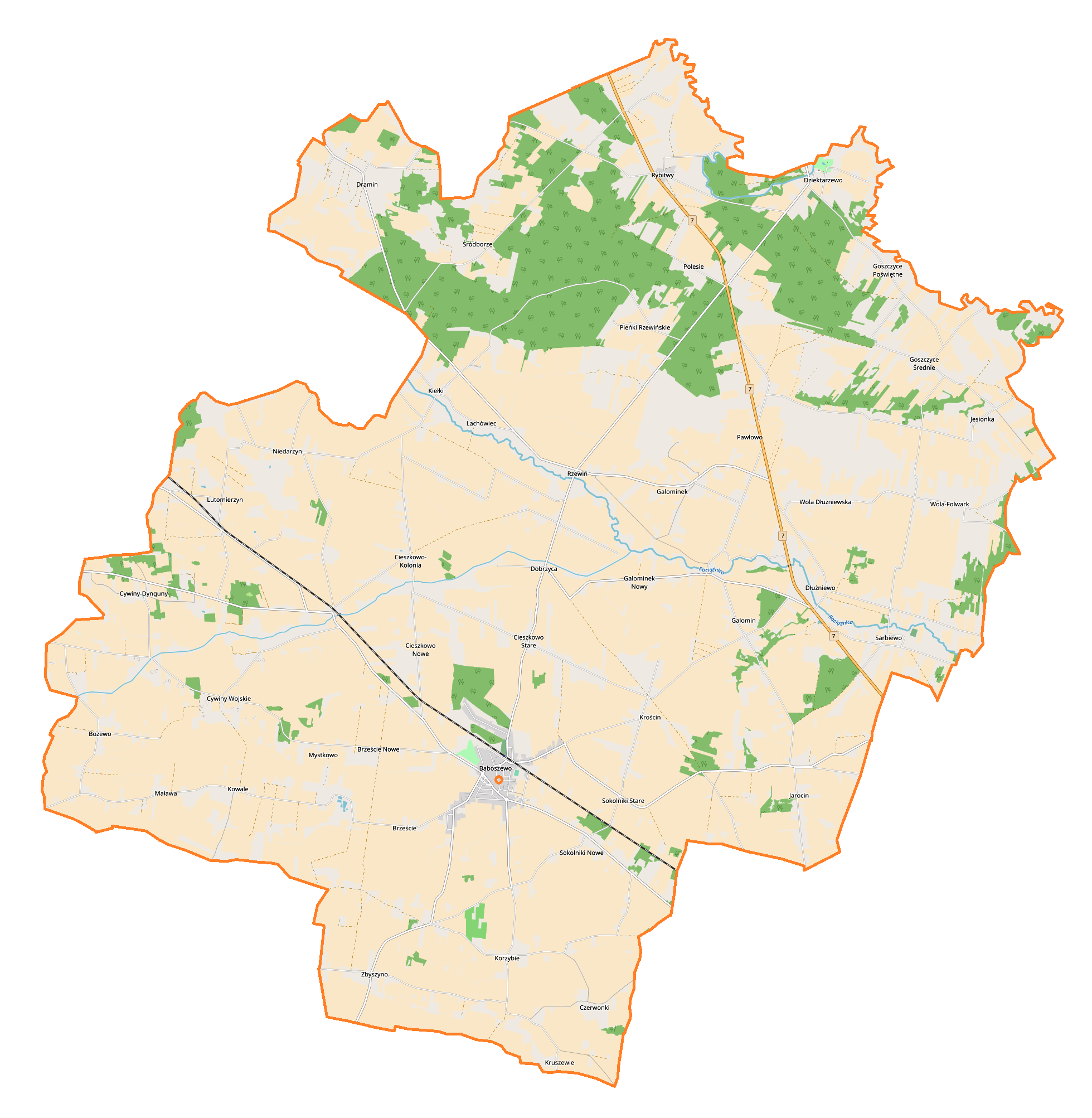
Plan de la gmina

- Baboszewo
- Bożewo
- Brzeście
- Brzeście Małe
- Brzeście Nowe
- Budy Radzymińskie
- Cieszkowo Nowe
- Cieszkowo Stare
- Cieszkowo-Kolonia
- Cywiny Wojskie
- Cywiny-Dynguny
- Dłużniewo
- Dramin
- Dziektarzewo
- Galomin
- Galominek
- Galominek Nowy
- Goszczyce Poświętne
- Goszczyce Średnie
- Jarocin
- Jesionka
- Kiełki
- Korzybie
- Kowale
- Krościn
- Kruszewie
- Lachówiec
- Lutomierzyn
- Mystkowo
- Niedarzyn
- Pawłowo
- Pieńki Rzewińskie
- Polesie
- Rybitwy
- Rzewin
- Sarbiewo
- Sokolniki Nowe
- Sokolniki Stare
- Śródborze
- Wola Dłużniewska
- Wola-Folwark
- Zbyszyno

### Gminy voisines
La gmina de Baboszewo est voisine des gminy suivantes :
- Dzierzążnia
- Glinojeck
- Płońsk
- Raciąż
- Sochocin
- Staroźreby

## Structure du terrain
D'après les données de 2002, la superficie de la commune de Baboszewo est de 162,35 km2, répartis comme tel :
- terres agricoles : 82%
- forêts : 11%

La commune représente 11,73% de la superficie du powiat.

## Démographie
Données du 30 juin 2004 :
| Description        | Total  | Total | Femmes | Femmes | Hommes | Hommes |
| ------------------ | ------ | ----- | ------ | ------ | ------ | ------ |
| Unité              | Nombre | %     | Nombre | %      | Nombre | %      |
| Population         | 7 991  | 100   | 4 049  | 50,7   | 3 942  | 49,3   |
| Densité (hab./km²) | 49,2   | 49,2  | 24,9   | 24,9   | 24,3   | 24,3   |